# Première Nation de Garden Hill

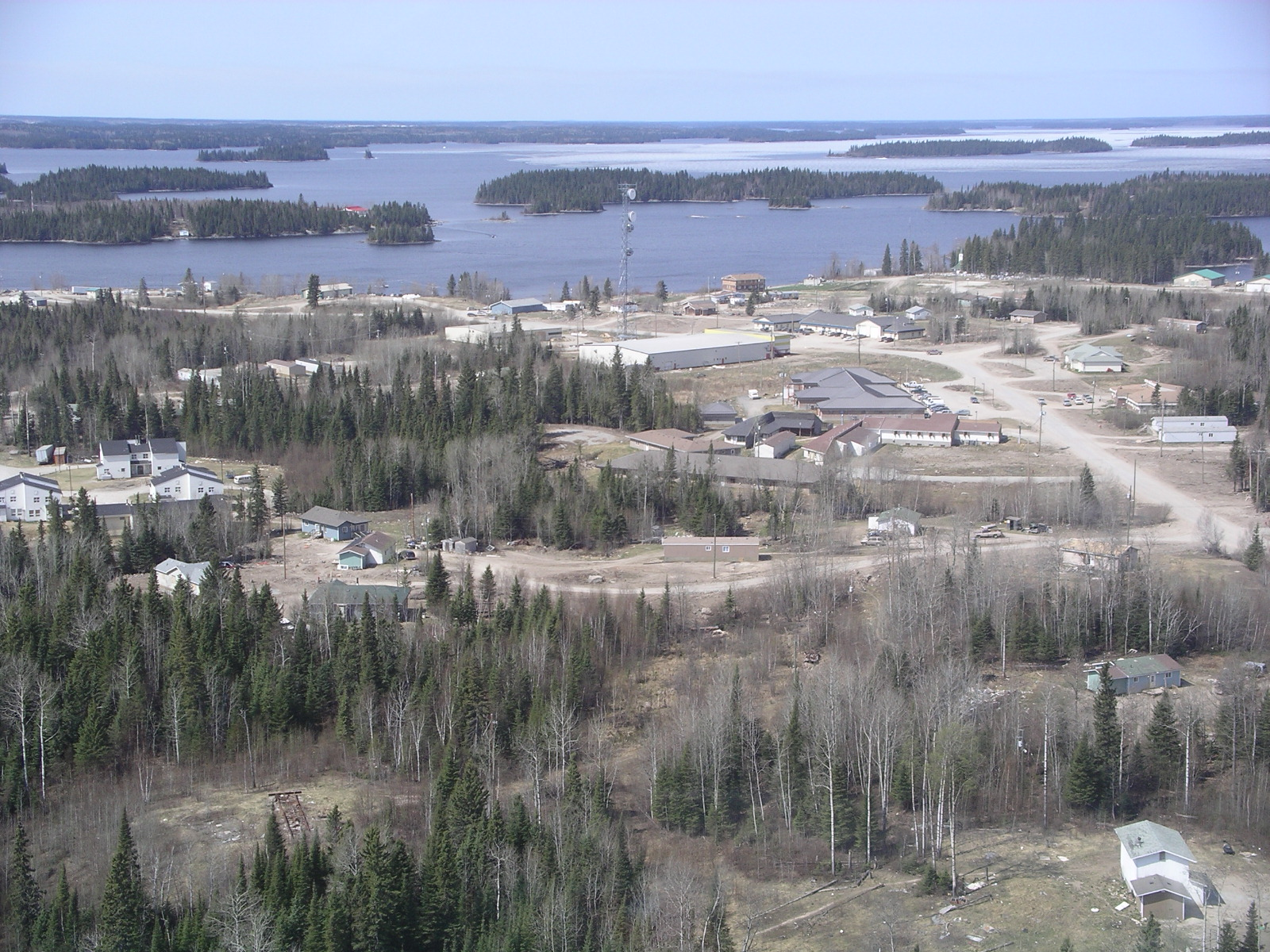
Garden Hill, la principale réserve de la Première Nation de Garden Hill

La Première Nation de Garden Hill est une bande indienne du Manitoba au Canada. Elle possède sept réserves dont la principale est Garden Hill. En février 2015, elle avait une population totale enregistrée de 4 567 membres dont 3 918 vivaient sur une réserve. Les principales langues parlées par la Première Nation sont l'oji-cree et l'anglais. Elle est signataire du Traité 5.

## Géographie
La Première Nation de Garden Hill possède sept réserves au Manitoba.
| Nom                       | Superficie (hectares) | Coordonnées                  |
| ------------------------- | --------------------- | ---------------------------- |
| Amik Wachink Sakahikan    | 1 339,5               | 54° 15′ 04″ N, 94° 58′ 11″ O |
| Bella Lake Exchange Lands | 174,8                 | 53° 53′ 03″ N, 94° 33′ 10″ O |
| Garden Hill               | 7 357,3               | 52° 52′ 17″ N, 94° 38′ 27″ O |
| Pe-Ta-Waygamak            | 6 092,3               | 53° 39′ 38″ N, 94° 25′ 42″ O |
| Seeseep Sakahikan         | 1 361,8               | 53° 56′ 14″ N, 94° 57′ 56″ O |
| Wesha Kijay Wasagamach    | 203,5                 | 54° 22′ 39″ N, 95° 00′ 08″ O |
| Wolf River                | 3 892,2               | 53° 52′ 04″ N, 93° 58′ 52″ O |

## Gouvernement
La Première Nation de Garden Hill est gouvernée par un conseil élu composé d'un chef, d'un chef adjoint et de sept conseillers.

## Annexe